# USA International Series 2016
Die USA International Series 2016 im Badminton fanden vom 22. bis zum 26. Oktober 2016 in Manhattan Beach statt.

## Sieger und Platzierte
| Disziplin    | Gold                                       | Silber                       | Bronze                        |
| ------------ | ------------------------------------------ | ---------------------------- | ----------------------------- |
| Herreneinzel | Indra Bagus Ade Chandra                    | Job Castillo                 | Rosario Maddaloni             |
| Herreneinzel | Indra Bagus Ade Chandra                    | Job Castillo                 | Shu Wada                      |
| Dameneinzel  | Jeanine Cicognini                          | Haramara Gaitan              | Elisabeth Baldauf             |
| Dameneinzel  | Jeanine Cicognini                          | Haramara Gaitan              | Akvilė Stapušaitytė           |
| Herrendoppel | David Yedija Pohan Ricky Alverino Sidharta | Mathew Fogarty Bjorn Seguin  | Vicente Cisneros Bruno Méndez |
| Herrendoppel | David Yedija Pohan Ricky Alverino Sidharta | Mathew Fogarty Bjorn Seguin  | Meng-Yung Ong Dewantoro Pandu |
| Damendoppel  | Nicole Marquez Adelina Quiñones            | Mia Tsao Lulu Yu             | -                             |
| Mixed        | David Yedija Pohan Jenna Gozali            | Tony Gunawan Mirabelle Huang | Bjorn Seguin Mariana Ugalde   |
| Mixed        | David Yedija Pohan Jenna Gozali            | Tony Gunawan Mirabelle Huang | Shawn Whong Lulu Yu           |